# Lijst van Duitse ministers van Verkeer

## Rijksministers van Verkeer van deWeimarrepubliek(1919–1933)
| Nr. | Rijksminister van Verkeer       | Rijksminister van Verkeer | Rijksminister van Verkeer                   | Ambtstermijn              | Ambtstermijn     | Partij(en)      | Rijks- kanselier(s)               | Kabinet(ten) |
| --- | ------------------------------- | ------------------------- | ------------------------------------------- | ------------------------- | ---------------- | --------------- | --------------------------------- | ------------ |
| 1   |                                 | Johannes Bell             | Johannes Bell (1868–1949)                   | 13 februari 1919          | 1 mei 1920       | DZ              | Philipp Scheidemann (1919)        | Scheidemann  |
| 1   | Gustav Bauer (1919–1920)        | Johannes Bell             | Johannes Bell (1868–1949)                   | 13 februari 1919          | 1 mei 1920       | DZ              | Bauer                             |              |
| 1   | Hermann Müller (1920)           | Johannes Bell             | Johannes Bell (1868–1949)                   | 13 februari 1919          | 1 mei 1920       | DZ              | Müller I                          |              |
| 2   | Hermann Müller (1920)           |                           | Gustav Bauer                                | Gustav Bauer (1870–1944)  | 1 mei 1920       | 20 juni 1920    | Müller I                          | SPD          |
| 3   |                                 | Wilhelm Groener           | Generalleutnant Wilhelm Groener (1867–1939) | 25 juni 1920              | 13 augustus 1923 | O               | Constantin Fehrenbach (1920–1921) | Fehrenbach   |
| 3   | Joseph Wirth (1921–1922)        | Wilhelm Groener           | Generalleutnant Wilhelm Groener (1867–1939) | 25 juni 1920              | 13 augustus 1923 | O               | Wirth I                           |              |
| 3   | Joseph Wirth (1921–1922)        | Wilhelm Groener           | Generalleutnant Wilhelm Groener (1867–1939) | 25 juni 1920              | 13 augustus 1923 | O               | Wirth II                          |              |
| 3   | Wilhelm Cuno (1922–1923)        | Wilhelm Groener           | Generalleutnant Wilhelm Groener (1867–1939) | 25 juni 1920              | 13 augustus 1923 | O               | Cuno                              |              |
| 4   |                                 | Rudolf Oeser              | Rudolf Oeser (1858–1926)                    | 13 augustus 1923          | 12 oktober 1924  | DDP             | Gustav Stresemann (1923)          | Stresemann I |
| 4   | Stresemann II                   | Rudolf Oeser              | Rudolf Oeser (1858–1926)                    | 13 augustus 1923          | 12 oktober 1924  | DDP             | Gustav Stresemann (1923)          |              |
| 4   | Wilhelm Marx (1923–1925)        | Rudolf Oeser              | Rudolf Oeser (1858–1926)                    | 13 augustus 1923          | 12 oktober 1924  | DDP             | Marx I                            |              |
| 4   | Wilhelm Marx (1923–1925)        | Rudolf Oeser              | Rudolf Oeser (1858–1926)                    | 13 augustus 1923          | 12 oktober 1924  | DDP             | Marx II                           |              |
| 5   | Wilhelm Marx (1923–1925)        |                           | Rudolf Krohne                               | Rudolf Krohne (1876–1953) | 12 oktober 1924  | 30 januari 1927 | DVP                               |              |
| 5   | DVP                             | Hans Luther (1925–1926)   | Rudolf Krohne                               | Rudolf Krohne (1876–1953) | 12 oktober 1924  | 30 januari 1927 | Luther I                          |              |
| 5   | DVP                             | Hans Luther (1925–1926)   | Rudolf Krohne                               | Rudolf Krohne (1876–1953) | 12 oktober 1924  | 30 januari 1927 | Luther II                         |              |
| 5   | DVP                             | Wilhelm Marx (1926–1928)  | Rudolf Krohne                               | Rudolf Krohne (1876–1953) | 12 oktober 1924  | 30 januari 1927 | Marx III                          |              |
| 6   |                                 | Wilhelm Marx (1926–1928)  | Wilhelm Koch                                | Wilhelm Koch (1877–1950)  | 30 januari 1927  | 12 juni 1928    | DNVP                              | Marx IV      |
| 7   |                                 | Theodor von Guérard       | Theodor von Guérard (1863–1943)             | 28 juni 1928              | 6 februari 1929  | DZ              | Hermann Müller (1928–1930)        | Müller II    |
| 8   |                                 | Georg Schätzel            | Georg Schätzel (1874–1934)                  | 6 februari 1929           | 12 april 1929    | BVP             | Hermann Müller (1928–1930)        | Müller II    |
| 9   |                                 | Adam Stegerwald           | Adam Stegerwald (1874–1945)                 | 12 april 1929             | 27 maart 1930    | DZ              | Hermann Müller (1928–1930)        | Müller II    |
| (7) |                                 | Theodor von Guérard       | Theodor von Guérard (1863–1943)             | 30 maart 1930             | 7 oktober 1931   | DZ              | Heinrich Brüning (1930–1932)      | Brüning I    |
| 10  |                                 | Gottfried Treviranus      | Gottfried Treviranus (1891–1971)            | 9 oktober 1931            | 1 juni 1932      | KVP             | Heinrich Brüning (1930–1932)      | Brüning II   |
| 11  |                                 | Paul von Eltz-Rübenach    | Freiherr Paul von Eltz-Rübenach (1875–1943) | 1 juni 1932               | 30 januari 1933  | O               | Franz von Papen (1932)            | Papen        |
| 11  | Kurt von Schleicher (1932–1933) | Paul von Eltz-Rübenach    | Freiherr Paul von Eltz-Rübenach (1875–1943) | 1 juni 1932               | 30 januari 1933  | O               | Schleicher                        |              |

## Rijksministers van Verkeer vanNazi-Duitsland(1933–1945)
| Nr. | Rijksminister van Verkeer | Rijksminister van Verkeer | Rijksminister van Verkeer                   | Ambtstermijn    | Ambtstermijn    | Partij(en)                       | Rijks- kanselier(s)                      | Kabinet(ten) |
| --- | ------------------------- | ------------------------- | ------------------------------------------- | --------------- | --------------- | -------------------------------- | ---------------------------------------- | ------------ |
| 1   |                           | Andreas Scheuer           | Freiherr Paul von Eltz-Rübenach (1875–1943) | 30 januari 1933 | 2 februari 1937 | O                                | Adolf Hitler (1933–1945)                 | Hitler       |
| 2   |                           | Julius Dorpmüller         | Julius Dorpmüller (1869–1945)               | 2 februari 1937 | 23 mei 1945     | O (1937–41)                      | Adolf Hitler (1933–1945)                 | Hitler       |
| 2   | NSDAP (1941–45)           | Julius Dorpmüller         | Julius Dorpmüller (1869–1945)               | 2 februari 1937 | 23 mei 1945     |                                  | Adolf Hitler (1933–1945)                 | Hitler       |
| 2   | NSDAP                     | Julius Dorpmüller         | Julius Dorpmüller (1869–1945)               | 2 februari 1937 | 23 mei 1945     | Joseph Goebbels (1945)           | Goebbels                                 |              |
| 2   | NSDAP                     | Julius Dorpmüller         | Julius Dorpmüller (1869–1945)               | 2 februari 1937 | 23 mei 1945     | Lutz Schwerin von Krosigk (1945) | Schwerin von Krosigk (Flensburgregering) |              |

## Bondsministers van Verkeer van deBondsrepubliek Duitsland(1949–heden)
| Nr. | Bondsminister van Verkeer Bundesminister für Verkehr                                                              | Bondsminister van Verkeer Bundesminister für Verkehr                                                              | Bondsminister van Verkeer Bundesminister für Verkehr                                                              | Ambtstermijn      | Ambtstermijn      | Partij(en)    | Bonds- kanselier(s)              | Kabinet(ten) |
| --- | --- | --- | --- | ----------------- | ----------------- | ------------- | -------------------------------- | ------------ |
| 1   | | Hans-Christoph Seebohm                                                                                            | Hans-Christoph Seebohm (1903–1967)                                                                                | 15 september 1949 | 1 december 1966   | DP (1949–60)  | Konrad Adenauer (1949–1963)      | Adenauer I   |
| 1   | Adenauer II | Hans-Christoph Seebohm                                                                                            | Hans-Christoph Seebohm (1903–1967)                                                                                | 15 september 1949 | 1 december 1966   | DP (1949–60)  | Konrad Adenauer (1949–1963)      |              |
| 1   | Adenauer III | Hans-Christoph Seebohm                                                                                            | Hans-Christoph Seebohm (1903–1967)                                                                                | 15 september 1949 | 1 december 1966   | DP (1949–60)  | Konrad Adenauer (1949–1963)      |              |
| 1   | CDU (1960–66) | Hans-Christoph Seebohm                                                                                            | Hans-Christoph Seebohm (1903–1967)                                                                                | 15 september 1949 | 1 december 1966   |               | Konrad Adenauer (1949–1963)      |              |
| 1   | Adenauer IV | Hans-Christoph Seebohm                                                                                            | Hans-Christoph Seebohm (1903–1967)                                                                                | 15 september 1949 | 1 december 1966   |               | Konrad Adenauer (1949–1963)      |              |
| 1   | Adenauer V | Hans-Christoph Seebohm                                                                                            | Hans-Christoph Seebohm (1903–1967)                                                                                | 15 september 1949 | 1 december 1966   |               | Konrad Adenauer (1949–1963)      |              |
| 1   | Ludwig Erhard (1963–1966)                                                                                         | Hans-Christoph Seebohm                                                                                            | Hans-Christoph Seebohm (1903–1967)                                                                                | 15 september 1949 | 1 december 1966   | Erhard I      |                                  |              |
| 1   | Ludwig Erhard (1963–1966)                                                                                         | Hans-Christoph Seebohm                                                                                            | Hans-Christoph Seebohm (1903–1967)                                                                                | 15 september 1949 | 1 december 1966   | Erhard II     |                                  |              |
| 2   | | Georg Leber | Georg Leber (1920–2012)                                                                                           | 1 december 1966   | 22 oktober 1969   | SPD           | Kurt Georg Kiesinger (1966–1969) | Kiesinger    |
| Nr. | Bondsminister van Verkeer, Posterijen en Communicatie Bundesminister für Verkehr und Post- und Fernmeldewesen     | Bondsminister van Verkeer, Posterijen en Communicatie Bundesminister für Verkehr und Post- und Fernmeldewesen     | Bondsminister van Verkeer, Posterijen en Communicatie Bundesminister für Verkehr und Post- und Fernmeldewesen     | Ambtstermijn      | Ambtstermijn      | Partij(en)    | Bonds- kanselier(s)              | Kabinet(ten) |
| (2) | | Georg Leber | Georg Leber (1920–2012)                                                                                           | 22 oktober 1969   | 7 juli 1972       | SPD           | Willy Brandt (1969–1974)         | Brandt I     |
| 3   | | Lauritz Lauritzen                                                                                                 | Lauritz Lauritzen (1910–1980)                                                                                     | 7 juli 1972       | 15 december 1972  | SPD           | Willy Brandt (1969–1974)         | Brandt I     |
| Nr. | Bondsminister van Verkeer Bundesminister für Verkehr                                                              | Bondsminister van Verkeer Bundesminister für Verkehr                                                              | Bondsminister van Verkeer Bundesminister für Verkehr                                                              | Ambtstermijn      | Ambtstermijn      | Partij(en)    | Bonds- kanselier(s)              | Kabinet(ten) |
| (3) | | Lauritz Lauritzen                                                                                                 | Lauritz Lauritzen (1910–1980)                                                                                     | 7 juli 1972       | 16 mei 1974       | SPD           | Willy Brandt (1969–1974)         | Brandt II    |
| (3) | Walter Scheel (1974)                                                                                              | Lauritz Lauritzen                                                                                                 | Lauritz Lauritzen (1910–1980)                                                                                     | 7 juli 1972       | 16 mei 1974       | SPD           |                                  | Brandt II    |
| Nr. | Bondsminister van Verkeer, Posterijen en Communicatie Bundesminister für Verkehr und Post- und Fernmeldewesen     | Bondsminister van Verkeer, Posterijen en Communicatie Bundesminister für Verkehr und Post- und Fernmeldewesen     | Bondsminister van Verkeer, Posterijen en Communicatie Bundesminister für Verkehr und Post- und Fernmeldewesen     | Ambtstermijn      | Ambtstermijn      | Partij(en)    | Bonds- kanselier(s)              | Kabinet(ten) |
| 4   | | Kurt Gscheidle | Kurt Gscheidle (1924–2003)                                                                                        | 16 mei 1974       | 4 november 1980   | SPD           | Helmut Schmidt (1974–1982)       | Schmidt I    |
| 4   | Schmidt II | Kurt Gscheidle | Kurt Gscheidle (1924–2003)                                                                                        | 16 mei 1974       | 4 november 1980   | SPD           | Helmut Schmidt (1974–1982)       |              |
| Nr. | Bondsminister van Verkeer Bundesminister für Verkehr                                                              | Bondsminister van Verkeer Bundesminister für Verkehr                                                              | Bondsminister van Verkeer Bundesminister für Verkehr                                                              | Ambtstermijn      | Ambtstermijn      | Partij(en)    | Bonds- kanselier(s)              | Kabinet(ten) |
| 5   | | Volker Hauff | Volker Hauff (1940)                                                                                               | 4 november 1980   | 1 oktober 1982    | SPD           | Helmut Schmidt (1974–1982)       | Schmidt III  |
| 6   | | Werner Dollinger                                                                                                  | Werner Dollinger (1918–2008)                                                                                      | 1 oktober 1982    | 12 maart 1987     | CSU           | Helmut Kohl (1982–1998)          | Kohl I       |
| 6   | Kohl II | Werner Dollinger                                                                                                  | Werner Dollinger (1918–2008)                                                                                      | 1 oktober 1982    | 12 maart 1987     | CSU           | Helmut Kohl (1982–1998)          |              |
| 7   | | Jürgen Warnke | Jürgen Warnke (1932–2013)                                                                                         | 12 maart 1987     | 21 april 1989     | CSU           | Helmut Kohl (1982–1998)          | Kohl III     |
| 8   | | Friedrich Zimmermann                                                                                              | Friedrich Zimmermann (1925–2012)                                                                                  | 21 april 1989     | 18 januari 1991   | CSU           | Helmut Kohl (1982–1998)          | Kohl III     |
| 9   | | Günther Krause | Günther Krause (1953)                                                                                             | 18 januari 1991   | 13 mei 1993       | CDU           | Helmut Kohl (1982–1998)          | Kohl IV      |
| 10  | | Matthias Wissmann                                                                                                 | Matthias Wissmann (1949)                                                                                          | 13 mei 1993       | 27 oktober 1998   | CDU           | Helmut Kohl (1982–1998)          | Kohl IV      |
| 10  | CDU | Matthias Wissmann                                                                                                 | Matthias Wissmann (1949)                                                                                          | 13 mei 1993       | 27 oktober 1998   | Kohl V        | Helmut Kohl (1982–1998)          |              |
| Nr. | Bondsminister van Verkeer, Huisvesting en Ruimtelijke Ordening Bundesminister für Verkehr, Bau- und Wohnungswesen | Bondsminister van Verkeer, Huisvesting en Ruimtelijke Ordening Bundesminister für Verkehr, Bau- und Wohnungswesen | Bondsminister van Verkeer, Huisvesting en Ruimtelijke Ordening Bundesminister für Verkehr, Bau- und Wohnungswesen | Ambtstermijn      | Ambtstermijn      | Partij(en)    | Bonds- kanselier(s)              | Kabinet(ten) |
| 11  | | Franz Müntefering                                                                                                 | Franz Müntefering (1940)                                                                                          | 27 oktober 1998   | 29 september 1999 | SPD           | Gerhard Schröder (1998–2005)     | Schröder I   |
| 12  | | Reinhard Klimmt                                                                                                   | Reinhard Klimmt (1942)                                                                                            | 29 September 1999 | 20 november 2000  | SPD           | Gerhard Schröder (1998–2005)     | Schröder I   |
| 13  | | Kurt Bodewig | Kurt Bodewig (1955)                                                                                               | 20 november 2000  | 22 oktober 2002   | SPD           | Gerhard Schröder (1998–2005)     | Schröder I   |
| 14  | | Manfred Stolpe | Manfred Stolpe (1936–2019)                                                                                        | 22 oktober 2002   | 22 november 2005  | SPD           | Gerhard Schröder (1998–2005)     | Schröder II  |
| 15  | | Wolfgang Tiefensee                                                                                                | Wolfgang Tiefensee (1955)                                                                                         | 22 november 2005  | 28 oktober 2009   | SPD           | Angela Merkel (2005–2021)        | Merkel I     |
| 16  | | Peter Ramsauer | Peter Ramsauer (1954)                                                                                             | 28 oktober 2009   | 17 december 2013  | CSU           | Angela Merkel (2005–2021)        | Merkel II    |
| Nr. | Bondsminister van Verkeer en Digitale Infrastructuur Bundesminister für Verkehr und digitale Infrastruktur        | Bondsminister van Verkeer en Digitale Infrastructuur Bundesminister für Verkehr und digitale Infrastruktur        | Bondsminister van Verkeer en Digitale Infrastructuur Bundesminister für Verkehr und digitale Infrastruktur        | Ambtstermijn      | Ambtstermijn      | Partij(en)    | Bonds- kanselier(s)              | Kabinet(ten) |
| 17  | | Alexander Dobrindt                                                                                                | Alexander Dobrindt (1970)                                                                                         | 17 december 2013  | 24 oktober 2017   | CSU           | Angela Merkel (2005–2021)        | Merkel III   |
| 18  | | Christian Schmidt                                                                                                 | Christian Schmidt (1957)                                                                                          | 24 oktober 2017   | 14 maart 2018     | CSU           | Angela Merkel (2005–2021)        | Merkel III   |
| 19  | | Andreas Scheuer                                                                                                   | Andreas Scheuer (1974)                                                                                            | 14 maart 2018     | 8 december 2021   | CSU           | Angela Merkel (2005–2021)        | Merkel IV    |
| 20  | | Volker Wissing | Volker Wissing (1970)                                                                                             | 8 december 2021   | 6 mei 2025        | FDP (2021–24) | Olaf Scholz (2021–2025)          | Scholz       |
| 20  | O (2024–25) | Volker Wissing | Volker Wissing (1970)                                                                                             | 8 december 2021   | 6 mei 2025        |               | Olaf Scholz (2021–2025)          | Scholz       |
| 21  | | Patrick Schnieder                                                                                                 | Patrick Schnieder (1968)                                                                                          | 6 mei 2025        | heden             | CDU           | Friedrich Merz (2025–heden)      | Merz         |